# Neivamyrmex harrisii
Neivamyrmex harrisii es una especie de hormiga guerrera del género Neivamyrmex, subfamilia Dorylinae. Esta especie fue descrita científicamente por Haldeman en 1852.
Se encuentra desde Arizona y Texas hasta México.